# ویلر پیگ (نیومکزیکو)
ویلر پیگ (به انگلیسی: Wheeler Peak) یک کوه در ایالات متحده آمریکا است که در نیومکزیکو واقع شده‌است.